# لنز پاناسونیک لایکا دی‌جی ۲۵میلی‌متر
لنز پاناسونیک لایکا دی‌جی ۲۵میلی‌متر (به انگلیسی: Panasonic Leica DG 25mm lens) نام لنز دوربین عکاسی از نوع نرمال ثابت است که توسط شرکت پاناسونیک تولید می‌شود. فاصلهٔ کانونی این لنز ۲۵ میلی‌متر، دیافراگم آن دارای ۷ تیغه و ضریب اف آن اف ۱٫۴ تا اف ۱۶ است. این لنز در 2011 میلادی تولید و عرضه شده‌است.